# Liste von Bibliotheken in Hessen
Folgende Liste bietet eine Auswahl von Bibliotheken in Hessen. Dienstleister ist die Hessische Fachstelle für Öffentliche Bibliotheken, wichtig ist auch das Hessische Bibliotheksinformationssystem. Als Landesbibliographie gilt die Hessische Bibliographie.

## Bibliotheken nach Städten

### Darmstadt
- Universitäts- und Landesbibliothek Darmstadt
- Hochschulbibliothek Darmstadt
- Stadtbibliothek Darmstadt

### Fulda
- Hochschul- und Landesbibliothek Fulda
- Bibliothek des Bischöflichen Priesterseminars Fulda

### Frankfurt am Main
- Deutsche Nationalbibliothek
- Universitätsbibliothek Johann Christian Senckenberg
- Stadtbücherei Frankfurt am Main

### Gießen
- Universitätsbibliothek Gießen
- Stadtbibliothek Gießen

### Hanau
- Stadtbibliothek Hanau

### Kassel
- Universitätsbibliothek Kassel – Landesbibliothek und Murhardsche Bibliothek der Stadt Kassel
- Stadtbibliothek Kassel

### Marburg
- Universitätsbibliothek Marburg

### Offenbach am Main
- Stadtbibliothek Offenbach
- Deutsche Meteorologische Bibliothek

### Wetzlar
- Phantastische Bibliothek Wetzlar
- Stadtbibliothek Wetzlar

### Wiesbaden
- Hochschul- und Landesbibliothek RheinMain

## Ehemalige Bibliotheken
- Freiherrlich Carl von Rothschild’sche öffentliche Bibliothek
- Alte Stadtbibliothek in Frankfurt am Main